# Nososticta melanoxantha
Nososticta melanoxantha – gatunek ważki z rodziny pióronogowatych (Platycnemididae).